# Caciques del Quindío
Caciques del Quindío es un equipo de fútbol de fútbol de salón colombiano con sede en Armenia, Quindío. Actualmente compite en la Liga Nacional BetPlay de Fútbol de Salón, donde ostenta el título de campeón vigente. A lo largo de su historia, Caciques del Quindío ha consolidado su dominio en el microfútbol colombiano, conquistando cinco Copas de microfútbol colombiano, seis campeonatos sudamericanos de la Zona Norte de forma consecutiva, dos Copas Intercontinentales y alcanzando una final de la Copa de las Américas. Gracias a su impresionante palmarés, el club se ha convertido en el equipo más laureado del fútbol de salón en Colombia, consolidándose como el más grande en la historia de este deporte en el país.
El equipo fue fundado por Giovanni Galindo en 2010 y ha sido uno de los mejores clubes de Colombia con notables participaciones a nivel nacional, en los torneos organizados por la División Nacional de Fútbol de Salón y la Federación Colombiana de Fútbol de Salón. Consiguió el título de la Liga Nacional de Microfútbol en 2018, 2019, 2021 y 2023. A nivel internacional, se coronó campeón de la Copa de las Américas en 2018 y logró el Campeonato Mundial en dos ocasiones: la primera edición fue en 2019 y la segunda fue en 2024.

## Historia
Caciques apareció en el panorama del microfútbol colombiano para participar en la cuarta Copa Profesional del año 2012 en sustitución de Real Cafetero, que había representado a la ciudad de Armenia y al departamento del Quindío en los torneos anteriores. En su primera temporada, el equipo alcanzó el subtítulo en una final a 3 juegos contra P&Z Futsal de Bogotá. Su jugador estrella en esa temporada sería el paraguayo José Luis Santander, quien logró el segundo lugar en la tabla de artilleros del certamen. En la temporada 2013 alcanzaría los cuartos de final y las semifinales en la temporada 2014.
En 2015 logró ganar la ronda de clasificación a la Copa de Las Américas, donde el equipo se impuso a Independiente Santander 4 por 2 en la final de la Zona Norte, obteniendo así su primer título internacional y la clasificación a la fase final del campeonato contra los representativos de la Zona Sur. En la final americana, no logró hacer valer su localía y cayó ante el conjunto paraguayo Halcones Negros 4-1, debiendo conformarse con el segundo lugar. Para el torneo nacional de 2017, el equipo alcanzaría otra final cayendo en la serie ante Visionarios de Sincelejo; sin embargo, en 2018 alcanzó su segundo título en la Zona Norte disputado en Paján (Ecuador), esta vez cobrando revancha ante el mismo equipo que unos meses atrás le había ganado el título nacional. En la final de la Copa de las Américas se impuso, nuevamente, ante Visionarios en Sincelejo por el título de la edición 2018, ganando el derecho a participar el año siguiente en la Copa Intercontinental de fútbol de salón a disputarse en Rusia, consagrándose en la final ante el local Dinamo de Moscú en una serie cerrada de dos partidos que terminaron en empate, lo que hizo definir el título por la vía del tiro penal a favor de Caciques. En el plano local, consiguió el título nacional de la temporada 2018 por la vía del tiro penal.
En la temporada 2019 ganó la Zona Norte de la Copa de las Américas, pero en la final continental cayó en su casa ante el mismo equipo que derrotó en la final del año anterior en el torneo local y a quien venciera para ganar la Zona Norte, Ángeles de Bogotá. A nivel local, ganó por segunda ocasión consecutiva la Copa Profesional de Microfútbol ante Visionarios de Sincelejo.
En 2021 Caciques reconquistó el título nacional derrotando a Faraones del Huila convirtiéndose en el máximo campeón del certamen profesional y el mejor equipo de los últimos años del microfutbol colombiano.

## Palmarés

### Torneos nacionales (5)
| Competición                           | Títulos                        | Subcampeonatos |
| ------------------------------------- | ------------------------------ | -------------- |
| Copa Profesional de Microfútbol (5/2) | 2018, 2019, 2021, 2023 y 2024. | 2012 y 2017    |

### Torneos internacionales (9)
| Competición                             | Títulos                            | Subcampeonatos   |
| --------------------------------------- | ---------------------------------- | ---------------- |
| Copa Intercontinental AMF (2/0)         | 2019, 2024                         |                  |
| Copa de las Americas (1/3)              | 2018                               | 2015, 2019, 2023 |
| Copa de las Americas (Zona Norte) (6/0) | 2015, 2018, 2019, 2022, 2023, 2024 |                  |